# Dromahair
Dromahaire is een plaats in het Ierse graafschap Leitrim. De plaats telt 312 inwoners.